# ソビエト連邦国家評議会
ソビエト連邦国家評議会 (ロシア語: Государственный Совет СССР、英語: State Council of the USSR) は、ソ連8月クーデターを受けて1991年9月5日に創設されたソビエト連邦の最高行政機関。
ソビエト連邦大統領およびソビエト連邦構成共和国の元首で構成されており、国権の最高機関として、首相あるいはソビエト連邦大統領不在時の代行を選出する権限を有していた。

## 国家経済委員会
8月クーデターの発生およびその失敗により、中央政府の権威が大いに失墜したため、ソビエト連邦大統領ゴルバチョフはロシア・ソビエト連邦社会主義共和国首相イワン・シラーエフを筆頭に、グリゴリー・ヤブリンスキー、アルカジー・ヴォリスキー、ユーリ・ルシコフの4名からなる委員会を立ち上げ、新内閣の組閣にあたらせた。この委員会は後にソビエト経済運営管理委員会 (COSME) に改組され、シラーエフを長としてソ連経済の管理運営を担った。 COMSEは同年9月20日にソビエト連邦構成共和国間の経済政策の調整のために創設された共和国間経済委員会 (IEC) の権限を上回るようになり、COSMEとIECの双方で委員長を務めたシラーエフは急速に崩壊しつつあるソ連を統率することになった。1991年9月6日の大統領令でIECに内閣と同等の権限が与えられていたため、シラーエフが実質的なソ連首相となった。
当初、シラーエフは中央政府からソ連構成共和国への権限委譲を進めたが、途中で方針を転換し、8月クーデターの際にエリツィンが中央政府から奪った権限を返還するよう要求した。しかしこれは失敗し、ロシアSRSR首相としての彼の地位は大きく損なわれた。一方、ロシアSFSR第一副首相オレグ・ロボフは、ロシアSFSR閣僚評議会で反シラーエフ派を糾合して1991年9月26日に彼を失脚に追い込み、自らがロシアSFSR首相となった。シラーエフは、中央政府とソ連構成共和国の双方に適合した方法で経済改革を進めるという任務を与えられた。シラーエフは市場経済化を進めることでソ連の経済的な統合を維持することを試みた。IECは1991年12月16-17日にエネルギー憲章に関する条約への調印で国際的な面目を保ったが、それもソ連構成共和国のうち9ヶ国が個別に調印したことで損なわれてしまった。

## ソ連解体
COSMEは12月19日の大統領令で解散させられ、ゴルバチョフも12月25日にソビエト連邦大統領を辞任した。 翌26日、シラーエフもIEC委員長を退任し、ソ連は正式に解体された。